# Gryllomorpha bruehli
Gryllomorpha bruehli är en insektsart som beskrevs av Andrej Vasiljevitj Gorochov 1993. Gryllomorpha bruehli ingår i släktet Gryllomorpha och familjen syrsor. Inga underarter finns listade i Catalogue of Life.